# Cantón de Saint-Gildas-des-Bois
El cantón de Saint-Gildas-des-Bois era una división administrativa francesa, que estaba situada en el departamento de Loira Atlántico y la región de Países del Loira.

## Composición
El cantón estaba formado por cinco comunas:
- Drefféac
- Guenrouet
- Missillac
- Saint-Gildas-des-Bois
- Sévérac

## Supresión del cantón de Saint-Gildas-des-Bois
En aplicación del Decreto n.º 2014-243 de 25 de febrero de 2014, el cantón de Saint-Gildas-des-Bois fue suprimido el 22 de marzo de 2015 y sus 5 comunas pasaron a formar parte del nuevo cantón de Pontchâteau .